# Roland Schoeman
Roland Mark Schoeman (Pretoria, 3 luglio 1980) è un nuotatore sudafricano.

## Biografia
Schoeman ha vinto la medaglia d'oro ai mondiali del 2005 nei 50 farfalla a Montréal con il nuovo record del mondo in 22"96, precedendo in finale lo statunitense Ian Crocker e l'ucraino Serguiy Breus. In semifinale aveva già battuto il vecchio record con 23"01. Sempre nella stessa edizione ha vinto la medaglia d'oro anche nei 50 stile libero.
Si allena alla Arizona University agli ordini di Rick DeMont.
Ha esordito ad altissimi livelli ai Giochi della XXVII Olimpiade a Sydney dove si è piazzato 10º nei 50sl e 15º nei 100sl.
Ai mondiali di Fukuoka nel 2001 conquistò la medaglia di bronzo nei 50sl e arrivò 4º nei 50 farfalla. Due anni dopo ai mondiali di Barcellona raggiunse il 5º posto nei 50 farfalla.
Nel 2004: ai Giochi della XXVIII Olimpiade di Atene vinse l'oro nella 4x100, stabilendo anche il record del mondo; inoltre conquistò l'argento nei 100sl e il bronzo nei 50sl.
È stato primatista mondiale in diverse distanze e stili: 50 m e 100 m sl, 50 m farfalla, 100 m misti e nella staffetta 4x100 m sl.

## Palmarès
- Olimpiadi

Atene 2004: oro nella 4x100m sl, argento nei 100m sl e bronzo nei 50m sl.
- Mondiali

Fukuoka 2001: bronzo nei 50m sl.
Montreal 2005: oro nei 50m sl e nei 50m farfalla e argento nei 100m sl.
Melbourne 2007: oro nei 50m farfalla.
- Campionati panpacifici

Victoria 2006: argento nei 50m sl e bronzo nei 100m sl.
Irvine 2010: bronzo nei 50m farfalla e nella 4x100m sl.
- Giochi del Commonwealth

Manchester 2002: oro nei 50m sl, argento nei 50m farfalla e nella 4x100m sl.
Melbourne 2006: oro nei 50m sl, nei 50m farfalla e nella 4x100m sl e bronzo nei 100m sl.
Delhi 2010: argento nei 50m sl, bronzo nei 50m farfalla e nella 4x100m sl.
Glasgow 2014: argento nei 50m farfalla e nella 4x100m sl.

## Riconoscimenti
- African Swimmer of the Year: 2004, 2005, 2006, 2007